# Susan Seaforth Hayes
Susan Seaforth Hayes, nata Susan Seabold (Oakland, 11 luglio 1943), è un'attrice statunitense, nota per il ruolo di Julie Olson Williams nella soap opera della NBC Il tempo della nostra vita e per quello di Joanna Manning nella soap opera della CBS Febbre d'amore.

## Biografia

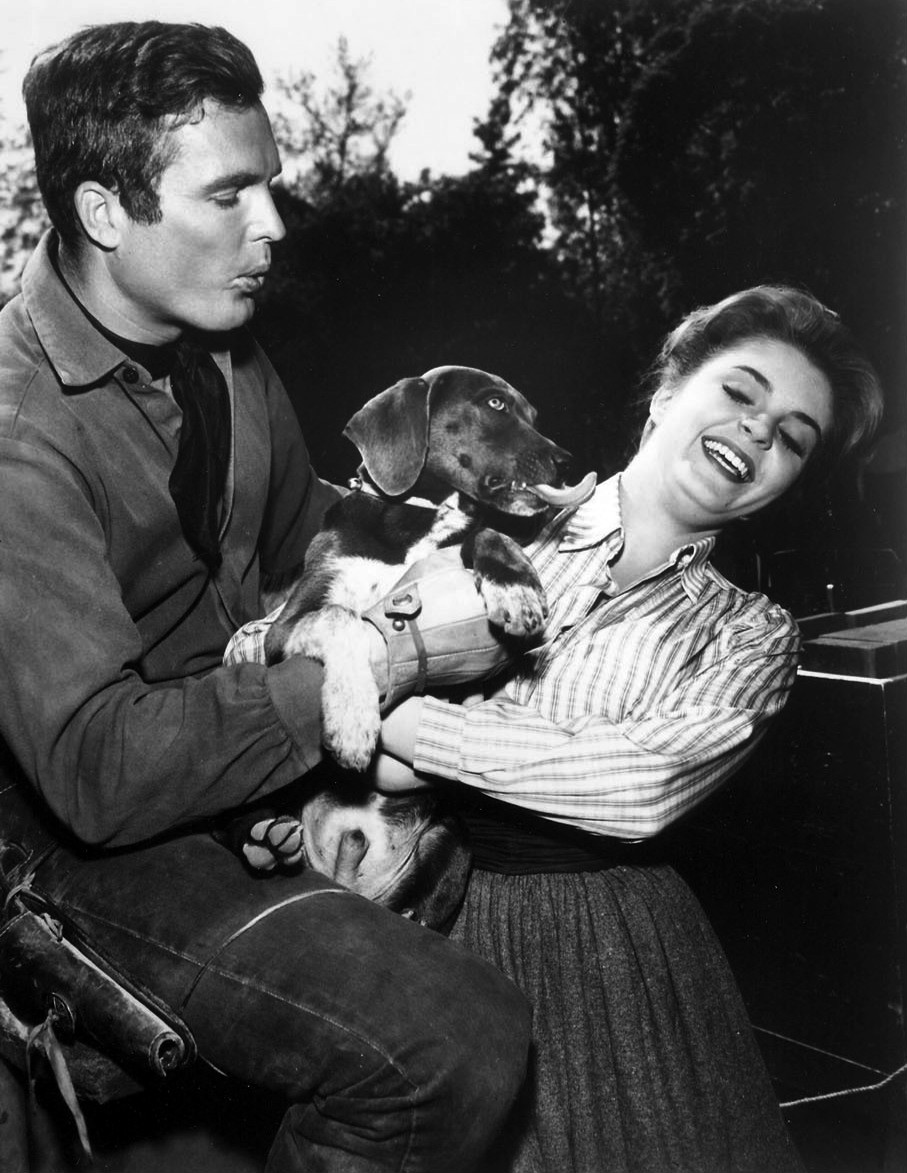
Susan Seaforth e Ty Hardin nel 1962

Susan Seaforth nacque a Oakland, in California, da Elizabeth Harrower (1918–2003), attrice e sceneggiatrice, e Harry Seabold. Crebbe ad Hollywood e cominciò a recitare a teatro sin da adolescente.
È nota soprattutto per il ruolo di Julie Olson Williams nella soap opera Il tempo della nostra vita, che ricoprì ininterrottamente dal 1968 al 1984 e di nuovo dal 1990 al 1993, con apparizioni ricorrenti nel 1994 e nel 1996. Dal 1999 fa parte nuovamente del cast fisso della soap.
Per questo ruolo, Hayes ha ricevuto quattro candidature ai Daytime Emmy Awards nella categoria "miglior attrice protagonista in una serie drammatica" (nel 1975, 1976, 1978 e 1979) e una candidatura come "miglior attrice non protagonista in una serie drammatica" nel 2018.
Dal novembre 1984 al maggio 1989 recitò la parte di Joanna Manning, madre del personaggio di Tracey E. Bregman, Lauren Fenmore, in Febbre d'amore.

## Vita privata

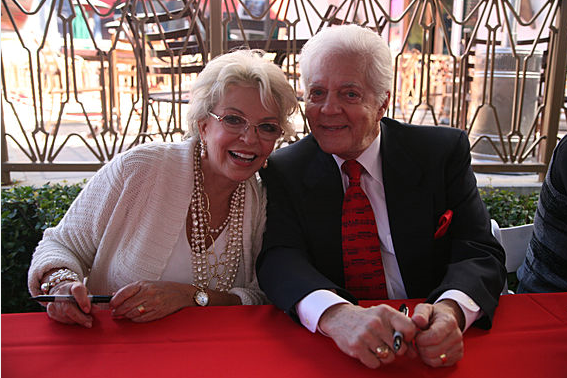
Susan Seaforth Hayes con il marito Bill Hayes nel 2010

Susan Seaforth Hayes era sposata dal 1974 con l'attore Bill Hayes (deceduto nel 2024), suo collega nella soap Il tempo della nostra vita, nella quale ha interpretato il ruolo di Doug Williams.

## Filmografia parziale

### Cinema
- Il cavaliere della valle d'oro (California), regia di Hamil Petroff (1963)
- Sfida nella valle dei Comanche (Gunfight at Comanche Creek), regia di Frank McDonald (1963)
- Il cocktail del diavolo (If He Hollers, Let Him Go!), regia di Charles Martin (1968)
- In Porsche con il morto (Dream Machine), regia di Lyman Dayton (1991)

### Televisione
- The 20th Century-Fox Hour – serie TV, episodio 2x18 (1957)
- Surfside 6 – serie TV, episodi 2x05-2x22 (1961-1962)
- Il magnifico King (National Velvet) – serie TV, episodio 2x17 (1962)
- Hawaiian Eye – serie TV, episodi 3x23-4x19 (1962-1963)
- Perry Mason – serie TV, episodio 6x08 (1962)
- Indirizzo permanente (77 Sunset Strip) – serie TV, episodio 4x35 (1962)
- Vacation Playhouse – serie TV, episodio 1x09 (1963)
- The Travels of Jaimie McPheeters – serie TV, episodio 1x18 (1964)
- Bonanza – serie TV, episodio 5x31 (1964)
- The Young Marrieds – soap opera (1964-1966)
- Death Valley Days – serie TV, 2 episodi (1964-1967)
- Carovane verso il West (Wagon Train) – serie TV, episodio 8x14 (1965)
- Organizzazione U.N.C.L.E. (The Man from U.N.C.L.E.) – serie TV, episodio 1x21 (1965)
- F.B.I. (The F.B.I) – serie TV, 3 episodi (1965-1967)
- Io e i miei tre figli (My Three Sons) – serie TV, 2 episodi (1965-1967)
- Il fuggiasco (The Fugitive) – serie TV, episodio 4x20 (1967)
- Selvaggio west (The Wild Wild West) – serie TV, episodio 4x12 (1968)
- Squadra speciale anticrimine (The Felony Squad) – serie TV, episodio 3x09 (1968)
- Dragnet – serie TV, 4 episodi (1968-1969)
- Il tempo della nostra vita (Days of Our Lives) – soap opera (1968-in corso)
- Febbre d'amore (The Young and the Restless) – soap opera (1984-2010)
- Sunset Beach – soap opera (1999)
- Beautiful (The Bold and the Beautiful) – soap opera, un episodio (2003)